# Набережная Говорухина
Набережная Говору́хина — улица на севере Москвы в Ростокино Северо-Восточного административного округа вдоль правого берега реки Яузы между улицей Вильгельма Пика и проспектом Мира.

## Происхождение названия
Улица названа 5 июня 2019 года в память выдающегося российского режиссёра, актёра и общественного деятеля Станислава Сергеевича Говорухина (1936—2018). До этого — часть Проектируемого проезда № 690.

## Описание
Набережная Говорухина начинается как продолжение Проектируемого проезда № 690, проходит на юго-восток вдоль правого берега Яузы и выводит на проспект Мира у 2-го Ростокинского моста. Выбор локации был объяснен соседством ВГИКа — университета, который в 1967 году окончил режиссёр. На ограде набережной также установили посвящённую ему мемориальную бронзовую табличку. Прогулочную зону замостили плиткой и установили вдоль неё скамейки.